# Temporades del RCD Espanyol
Resum esportiu del Reial Club Deportiu Espanyol, temporada a temporada.

## Dècada de 1900 a 1910
Moments destacats 
- Títols: 1 Copa Macaya (1902-03), 1 Campionat de Catalunya (1903-04).
- 13 d'octubre de 1900: fundació del club.
- 7 de gener de 1906 a 28 de febrer de 1909: suspensió d'activitats.
- 20 de febrer de 1910: el club adopta els colors blanc i blau de l'escut d'armes de Roger de Llúria.

 Temporades 
- Temporada 1900-1901
- Temporada 1901-1902
- Temporada 1902-1903
- Temporada 1903-1904
- Temporada 1904-1905
- Temporada 1905-1906
- Temporada 1908-1909
- Temporada 1909-1910

## Dècada de 1910 a 1920
Moments destacats 
- Títols: 3 Campionats de Catalunya (1911-12, 1914-15, 1917-18).
- 25 d'abril de 1912: Concessió del títol de reial.
- 1918: Es crea la secció d'atletisme una de les més antigues i de les més brillants del club.

 Temporades 
- Temporada 1910-1911
- Temporada 1911-1912
- Temporada 1912-1913
- Temporada 1913-1914
- Temporada 1914-1915
- Temporada 1915-1916
- Temporada 1916-1917
- Temporada 1917-1918
- Temporada 1918-1919
- Temporada 1919-1920

## Dècada de 1920 a 1930
Moments destacats 
- Títols: 1 Copa d'Espanya (1928-29), 1 Campionat de Catalunya (1928-29).
- 18 de febrer de 1923: Inauguració de l'estadi de Sarrià.
- 10 de febrer de 1929: L'Espanyol és club fundador de la lliga espanyola.

 Temporades 
- Temporada 1920-1921
- Temporada 1921-1922
- Temporada 1922-1923
- Temporada 1923-1924
- Temporada 1924-1925
- Temporada 1925-1926
- Temporada 1926-1927
- Temporada 1927-1928
- Temporada 1928-1929
- Temporada 1929-1930

## Dècada de 1930 a 1940
Moments destacats 
- Títols: 1 Copa d'Espanya (1939-40), 3 Campionats de Catalunya (1932-33, 1936-37, 1939-40).
- Seccions: Basquetbol, 2 Campionats de Catalunya (1931, 1932).

 Temporades 
- Temporada 1930-1931
- Temporada 1931-1932
- Temporada 1932-1933
- Temporada 1933-1934
- Temporada 1934-1935
- Temporada 1935-1936
- Temporada 1936-1937
- Temporada 1937-1938
- Temporada 1938-1939
- Temporada 1939-1940

## Dècada de 1940 a 1950
Moments destacats 
- Títols: -.
- Seccions: Basquetbol, 1 Copa d'Espanya masculina (1941), 1 Copa d'Espanya femenina (1943), 1 Campionat de Catalunya femení (1943), Hoquei patins, 4 Copes d'Espanya (1944, 1947, 1948, 1949).

 Temporades 
- Temporada 1940-1941
- Temporada 1941-1942
- Temporada 1942-1943
- Temporada 1943-1944
- Temporada 1944-1945
- Temporada 1945-1946
- Temporada 1946-1947
- Temporada 1947-1948
- Temporada 1948-1949
- Temporada 1949-1950

## Dècada de 1950 a 1960
Moments destacats 
- Títols: 2 Copes Duward (1952-53,1953-54).
- Seccions: Hoquei patins, 5 Copes d'Espanya (1951, 1954, 1955, 1956, 1957).
- 1953: Se celebraren les noces d'or del club amb 3 anys de retard.

 Temporades 
- Temporada 1950-1951
- Temporada 1951-1952
- Temporada 1952-1953
- Temporada 1953-1954
- Temporada 1954-1955
- Temporada 1955-1956
- Temporada 1956-1957
- Temporada 1957-1958
- Temporada 1958-1959
- Temporada 1959-1960

## Dècada de 1960 a 1970
Moments destacats 
- Títols: -.
- Seccions: Hoquei patins, 2 Copes d'Espanya (1961, 1962).

 Temporades 
- Temporada 1960-1961
- Temporada 1961-1962
- Temporada 1962-1963
- Temporada 1963-1964
- Temporada 1964-1965
- Temporada 1965-1966
- Temporada 1966-1967
- Temporada 1967-1968
- Temporada 1968-1969
- Temporada 1969-1970

## Dècada de 1970 a 1980
Moments destacats 
- Títols: -.
- 1974: Es disputa la primera edició del Torneig Ciutat de Barcelona organitzat pel club.

 Temporades 
- Temporada 1970-1971
- Temporada 1971-1972
- Temporada 1972-1973
- Temporada 1973-1974
- Temporada 1974-1975
- Temporada 1975-1976
- Temporada 1976-1977
- Temporada 1977-1978
- Temporada 1978-1979
- Temporada 1979-1980

## Dècada de 1980 a 1990
Moments destacats 
- Títols: -.
- Seccions: Voleibol femení, 2 Lligues d'Espanya (1985, 1988), 4 Copes d'Espanya (1984, 1985, 1986, 1990).
- 18 de maig de 1988: S'assoleix el subcampionat de la Copa de la UEFA.

 Temporades 
- Temporada 1980-1981
- Temporada 1981-1982
- Temporada 1982-1983
- Temporada 1983-1984
- Temporada 1984-1985
- Temporada 1985-1986
- Temporada 1986-1987
- Temporada 1987-1988
- Temporada 1988-1989
- Temporada 1989-1990

## Dècada de 1990 a 2000
Moments destacats 
- Títols: 1 Copa d'Espanya (1999-00), 3 Copes de Catalunya (1994-95, 1995-96, 1998-99).
- Seccions: Futbol femení, 2 Copes d'Espanya (1995-96, 1996-97), Voleibol femení, 1 Lliga d'Espanya (1991), 1 Copa d'Espanya (1992).
- 29 de juny de 1992: El club passa a ser Societat Anònima Esportiva.
- 21 de juny de 1997: Darrer partit a Sarrià, l'entitat es trasllada a l'Estadi Olímpic de Montjuïc.
- 14 de novembre de 1999: Inauguració dels actes del Centenari del club.

 Temporades 
- Temporada 1990-1991
- Temporada 1991-1992
- Temporada 1992-1993
- Temporada 1993-1994
- Temporada 1994-1995
- Temporada 1995-1996
- Temporada 1996-1997
- Temporada 1997-1998
- Temporada 1998-1999
- Temporada 1999-2000

## Dècada de 2000 a 2010
Moments destacats 
- Títols: 1 Copa d'Espanya (2005-06), 1 Copa de Catalunya (2005-06).
- Seccions: Futbol femení, 1 lliga d'Espanya (2005-06), 1 Copa d'Espanya (2005-06), 4 Copes de Catalunya (2005, 2006, 2007 i 2008).
- 16 de maig de 2007: S'assoleix el subcampionat de la Copa de la UEFA.

 Temporades 
- Temporada 2000-2001
- Temporada 2001-2002
- Temporada 2002-2003
- Temporada 2003-2004
- Temporada 2004-2005
- Temporada 2005-2006
- Temporada 2006-2007
- Temporada 2007-2008
- Temporada 2008-2009
- Temporada 2009-2010